# FC Onstmettingen
Der FC Onstmettingen 1910 ist ein deutscher Fußballverein mit Sitz im Stadtteil Onstmettingen der baden-württembergischen Stadt Albstadt im Zollernalbkreis.

## Geschichte

### Gründung bis 1960er Jahre
Der Verein wurde im Jahr 1910 gegründet. Im August 1922 wurde ein erster Sportplatz eingeweiht. In der Saison 1923/24 gelang schließlich die Meisterschaft in der C-Klasse sowie der Aufstieg in die B-Klasse, von dort aus ging es nach einer weiteren Meisterschaft nach der Saison 1928/29 weiter in die A-Klasse. Nach dem Ende des Zweiten Weltkrieges wurden die lokalen sporttreibenden Vereine zuerst im Jahr 1947 in den Sportverein Onstmettingen zusammengefasst. Die Wiedergründung als eigenständiger Verein folgte dann am 28. Januar 1952. Zur Saison 1965/66 stieg die erste Mannschaft als Meister der 2. Amateurliga in die zu dieser Zeit drittklassige 1. Amateurliga Schwarzwald-Bodensee auf. Dies sollte den größten Erfolg in der Vereinsgeschichte darstellen. Am Ende der Spielzeit stand die Mannschaft jedoch mit 6:54 Punkten und einem Torverhältnis von 31:100 Toren abgeschlagen auf dem letzten Platz der Tabelle und musste somit direkt wieder absteigen.
Seit der Jahrtausendwende spielt man zumeist nur noch auf Kreisebene, von 2009 bis 2012 gehörte man der Bezirksliga Zollern an.